# Duško Jelaš
Duško Jelaš, hrvatski književnik iz Donjih Riječana kod Modriče, iz Bosanske Posavine, Bosna i Hercegovina. Radi kao vjeroučitelj. Objavio je zbirke poezije Cvjetna grana sela moga i Pita bez ičega te knjigu Tomo Radat − dragulj Donjih Riječana. U zbirkama poezije pjeva o prijateljstvu, rodnoj Bosanskoj Posavini, o nesebičnoj majčinskoj ljubavi, o braku i dr. U knjizi o Tomi Radatu, piše o svom prijatelju koji je kao ondašnji bogoslov iz Sarajeva došao braniti svoj rodni kraj i poginuo je od tenkovske granate. Jelaš piše i o svojem selu i zavičaju, ukazuje na važnost čuvajanja tradicije i poštovanja zavičaja, važnost poštovanja i čuvanja dostojanstva svakog čovjeka. Kritički se osvrće i na rat. Ističe na pustu i porušenu Bosansku Posavinu, nekad najbogatiji kraj u Bosni i Hercegovini. Jelaš je kao mnogi njegovi zemljaci moraju napustiti rodnu Bosansku Posavinu nakon što je pala pod velikosrpsku okupaciju. Od 800 Hrvata katolika u Donjim Riječanima nitko se do danas nije vratio, a u selo su se naselili neki drugi ljudi.